# Kalu Uche
Kalu Uche (Aba, 15. studenog 1982.) je nigerijski nogometaš koji je trenutačno slobodan igrač, a igra najčešće kao napadač. 
Poznat po svojim slavljima nakon postignutog pogotka, često mijenja poziciju u navalnog veznog igrača ili unutarnjeg napadača. Većinu svoje karijere proveo je u Španjolskoj.

## Privatni život
Njegov mlađi brat, Ikechukwu Uche, također je profesionalni nogometaš. Također igra na poziciji napadača i većinu karijere je proveo u La Ligi.

## Vanjske poveznice
- NigerianPlayers profil
- LFP profil (šp.)
- BDFutbol profil